# The Gabby Petito Story
The Gabby Petito Story  è un film per la televisione statunitense del 2022 diretto da Thora Birch.
Il film è andato in onda negli USA il 30 settembre 2022. È stato trasmesso su Rete 4 il 15 gennaio 2025.

## Trama
Il film inizia con mostrando Brian e Gabby che litigano mentre attraversano a bordo di un furgone il caldo deserto di Moab nello Utah nell'agosto del 2021; a un certo punto un agente della polizia statale li ferma e la scena si interrompe. 
La scena torna con un flashback a una festa nel 2019 a Blue Pointe, Long Island. Gabby e Brian si rincontrano dopo aver perso i contatti dopo il diploma di scuola superiore. Gabby gli dà il suo numero e iniziano a frequentarsi.
Quando Gabby presenta Brian alla famiglia sua madre non è contenta, ma per evitare un conflitto con la figlia decide di nascondere i suoi sentimenti.
Brian convince Gabby a trasferirsi in Florida, dove trovano lavoro in un supermercato, anche se il vero obiettivo di Gabby è diventare un'influencer focalizzata sul benessere e sullo stile di vita sano. Brian invece non ha sogni, e si sente inadeguato nei confronti della sua ragazza.
Dopo la pandemia di Covid 19, Gabby fa amicizia con Rose, ma Brian cerca in tutti i modi di impedirle di frequentarla arrivando a rubarle il documento di identità per impedirle di andare in discoteca con lei. Dopo quest'episodio i due litigano, e Gabby convince Brian a riprendere la cura con gli ansiolitici.
Brian e Gabby decidono di fare un viaggio in furgone attraverso l'america documentandolo attraverso i social. Quando i follower di Gabby crescono, Brian inizia però ad esserne geloso poiché sono in gran parte uomini. La tensione cresce, sino ad esplodere in uno scontro al mercato in cui Brian la aggredisce.
Si torna quindi alla scena iniziale, con la polizia che interroga Gabby e Brian ma poi li lascia andare perché lei non lo denuncia. Il viaggio prosegue, ma con una forte tensione fra i due fidanzati che però non viene mostrata nei video social. Brian sente Gabby che parla con sua madre di lasciarlo, e durante un pranzo in ristorante litiga furiosamente con lei riguardo a quella conversazione. I due ripartono, ma dopo una notte accampati in un parco la mattina dopo è solo Brian a ripartire sconvolto.
La madre di Gabby allora denuncia la scomparsa della ragazza, e anche Rose ne viene a conoscenza dai notiziari. Brian scompare per evitare la pressione dei media che si erano accampati di fronte  casa sua, mentre l'agente Shaw inizia ad indagare sulla scomparsa e attraverso il resoconto dei testimoni ritrova i resti di Gabby. Il film si chiude con Brian che cammina da solo nella natura selvaggia, e infine si suicida sparandosi.  